# 林淑芬
林 淑芬（りん しゅくふん、リン シューフェン、1973年〈民国62年〉1月17日 - ）は、中華民国（台湾）の政治家。民主進歩党所属の立法委員。

## 経歴
1998年の台北県議員選挙に25歳で初当選した。
2004年の第6回立法委員選挙では台北県第二選挙区から出馬し、初当選した。
2008年の第7回立法委員選挙では、劣勢であった民進党の候補として出馬したが、国民党候補に僅差で勝利し、再選された。同選挙での台湾北部の選挙区当選者は、林淑芬と余天の2人のみである。
2012年の第8回立法委員選挙では、10万票を超える得票数で再選された。
2016年の第9回立法委員選挙では新北市選挙区最多の123,299票、68.75%の得票率で再選、2020年の第10回立法委員選挙でも再び60％以上の得票率で再選された。
2024年の第11回立法委員選挙では、国民党と民衆党の統一候補を破り、再選に成功した。

## 立法委員

### 同婚問題
2014年12月22日、林淑芬は結婚の平等を支持し、「同性愛者の結婚の権利、家族の権利、財産相続の権利も基本的人権で、同性カップルの基本的権利を段階的に促進すべき」と述べた。
2019年5月17日、民進党が立法院に提出した同性婚法案に賛成票を投じ、賛成多数で可決された。

## 選挙記録
| 年度 | 選挙                 | 選挙区           | 所属政党   | 得票数  | 得票率 | 当選             | 注釈 |
| ---- | -------------------- | ---------------- | ---------- | ------- | ------ | ---------------- | ---- |
| 1998 | 第14回台北県議員選挙 | 第五選挙区       | 民主進歩党 | 9,531   | 5.76%  |                  |      |
| 2002 | 第15回台北県議員選挙 | 第五選挙区       | 民主進歩党 | 20,971  | 12.58% |                  |      |
| 2004 | 第6回立法委員選挙    | 台北県第二選挙区 | 民主進歩党 | 43,680  | 7.95%  |                  |      |
| 2008 | 第7回立法委員選挙    | 台北県第二選挙区 | 民主進歩党 | 59,225  | 43.16% | 選挙区再編       |      |
| 2012 | 第8回立法委員選挙    | 新北市第二選挙区 | 民主進歩党 | 114,091 | 58.73% | 選挙区名変更     |      |
| 2016 | 第9回立法委員選挙    | 新北市第二選挙区 | 民主進歩党 | 123,299 | 68.75% | 新北市最高得票数 |      |
| 2020 | 第10回立法委員選挙   | 新北市第二選挙区 | 民主進歩党 | 132,591 | 62.37% | 新北市最高得票数 |      |
| 2024 | 第11回立法委員選挙   | 新北市第二選挙区 | 民主進歩党 | 118,544 | 57.05% |                  |      |